# SMS Elisabeth
Pour les articles homonymes, voir Élisabeth.
Le SMS Elisabeth est une corvette de la Norddeutsche Bundesmarine (marine de la confédération de l'Allemagne du Nord), puis de la Kaiserliche Marine (marine impériale allemande). Elle appartient à la classe Arcona. Ses sister-ships sont les SMS Arcona, SMS Gazelle, SMS Hertha et SMS Vineta.

## Historique
Ce navire de guerre a été bâti au chantier naval royal de Dantzig et a été baptisé du nom de la reine de Prusse, Élisabeth (1801-1873). Il a été lancé le 18 octobre 1868. La corvette est armée de dix-sept canons de calibre 15 cm.
Elle prend part aux cérémonies d'inauguration du canal de Suez en 1869. Le futur amiral Guido Karcher (de) y sert comme jeune officier. Elle entreprend sous le commandement de Wilhelm von Wickede en 1876-1878 un tour du monde, appartenant entre autres à l'escadre d'Extrême-Orient. Elle est envoyée sur la côte occidentale du Nicaragua en 1878, dans le cadre de l'affaire Eisenstuck, avec les corvettes SMS Leipzig et SMS Ariadne.

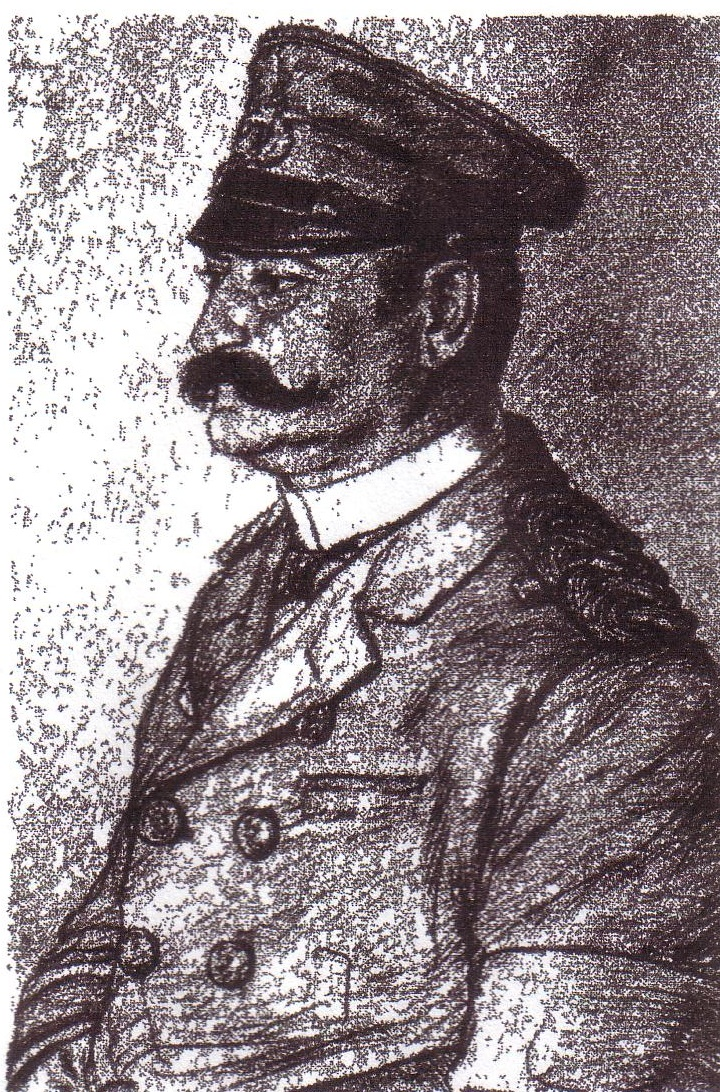
Dessin du capitaine Schering

Elle amène avec la canonnière SMS Möwe le docteur Gustav Nachtigal en 1884 au Cameroun, afin d'y conclure un traité de commerce et de protectorat avec les chefs des tribus indigènes. Ensuite la corvette est envoyée dans la baie de Lüderitz (de) pour y hisser le drapeau allemand avec le SMS Leipzig. Cela a lieu le 7 août 1884 sous le commandement du Kapitän zur See Schering et marque le début de la colonisation du Sud-Ouest africain allemand. Trois mois plus tard, les SMS Elisabeth et SMS Hyäne hissent le drapeau allemand sur l'île de Matupi dans l'archipel Bismarck.
Le navire est rayé des cadres de la marine de guerre en 1887 et sert de barge. Il est détruit en 1904.

## Commandants
- korvettenkapitän Hermann Robert Przewisinski (de), 1869-1870
- korvettenkapitän Paul Grapow (de), 1870-1871
- korvettenkapitän baron von Reibnitz, 1871-1872
- Kapitän zur See Otto Livonius (de), 1872-1875
- Kapitän zur See Wilhelm von Wickede, 1876-1878
- Kapitän zur See Friedrich von Hollmann, 1881-1883
- Kapitän zur See Rudolf Schering, 1884-1886
- korvettenkapitän Hunold von Ahlefeld (de), 1886-1887